# Préface au recueil du pavillon des Orchidées
 (juillet 2014).

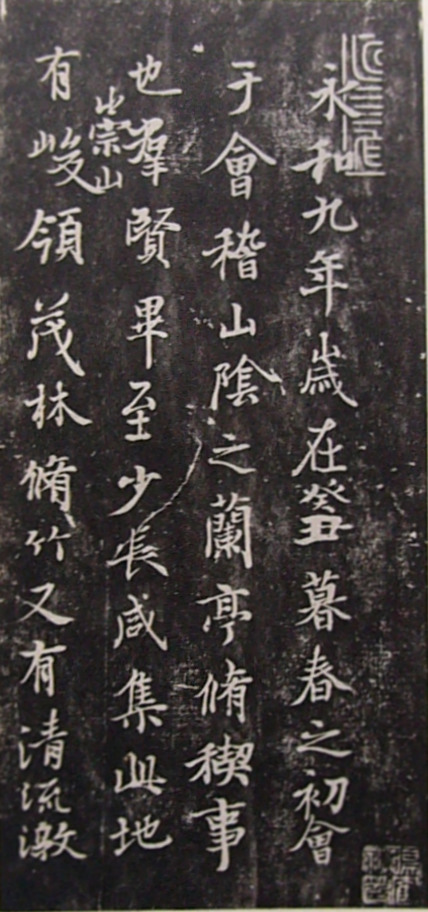

La Préface au recueil du pavillon des Orchidées (chinois simplifié : 兰亭集序 ; chinois traditionnel : 蘭亭集序 ; pinyin : lántíngjí xù) est une œuvre littéraire et un travail de calligraphie de Wang Xizhi composé en 353. Écrit en style cursif, c'est le travail de calligraphie le plus célèbre et le plus souvent copié de l'histoire de la Chine. Cette œuvre est une préface à un recueil collectif de poèmes sur la nature.

## L'auteur
Comme les grands calligraphes qui lui sont contemporains, Wang Xizhi, qui vit entre 307 et 365, est un modèle pour les générations suivantes. Il passe sa carrière à la cour des Jin orientaux, qui règnent entre 317 et 420. Il y sera un très grand fonctionnaire et atteindra le grade de youjun jiangjun (« général de l’armée de droite »).
Wang Xizhi est l'archétype du lettré de la période des Dynasties du Sud, avide de nature et de liberté, et pratiquant les arts raffinés. Son style de calligraphie, qui nécessite une grande maîtrise du pinceau, s'impose rapidement, et il sera copié et collectionné de son vivant. Aucun original ne nous est parvenu et son œuvre n'est connue que par des copies.

## La Préface au Pavillon des Orchidées
La préface décrit les événements survenus lors d'une sortie à la campagne, à l'occasion de la Fête du Printemps en 353. Au cours de celle-ci, l'artiste et quarante-et-un de ses amis lettrés, dont Xie An et Sun Chuo, étaient rassemblés au pavillon des Orchidées près de Shaoxing, dans le Zhejiang. Ils y composèrent des poèmes, jouèrent de la musique, et burent du vin. Les invités commencèrent un concours de boisson ; les coupes de vin flottaient sur des feuilles de lotus le long d'une petite rivière pendant que les hommes s’asseyaient de part et d'autre sur des bancs ; quand une coupe s'arrêtait devant l'un d'entre eux, il recevait en gage de la boire et de composer un poème dans un temps imparti. À la fin de la journée, 26 des participants composèrent 37 poèmes.
Sous l'effet d'une inspiration particulière, Wang Xizhi va écrire d'un seul jet la préface, à laquelle il adjoindra les poèmes composés. Sa préface comprend une première partie qui relate la beauté de la journée et une seconde partie qui suggère le caractère éphémère de l'existence.
La préface est composée de 324 caractères chinois répartis sur 28 lignes. Le caractère zhi apparaît 20 fois, mais jamais deux fois de la même manière, ce qui est considéré comme témoignant de l'excellence de la calligraphie de l'auteur.
Ce texte va exercer une véritable fascination sur les générations suivantes. Il est loué pour sa calligraphie de style cursif, une écriture quotidienne, informelle, avec une très grande liberté dans le trait, et souvent les caractères sont tracés dans un seul et même élan.

## Original et copies
L'empereur Taizong (de la dynastie Tang) aimait tellement la calligraphie de Wang Xizhi qu'il se lança à la recherche de l'original de la préface.
Selon la légende, l'original avait été secrètement transmis de génération en génération dans la famille Wang jusqu'au moine Zhiyong. Celui-ci, mort sans héritier, le légua à son disciple, le moine Biancai. Tang Taizong envoya ses émissaires par trois fois pour récupérer le texte, mais à chaque fois Biancai répondit qu'il avait été perdu. Mécontent, l'empereur envoya Xiao Yi qui, se faisant passer pour un érudit, gagna progressivement la confiance de Biancai et le persuada de lui apporter la Préface au Pavillon des Orchidées. Xiao Yi s'empara ainsi de l’œuvre, révéla son identité et s'enfuit vers la capitale, où l'empereur le fit copier et graver sur divers supports (papier, pierre, ...). Taizong chérissait tant l’œuvre qu'il se fit enterrer avec elle dans sa tombe. Cette légende a depuis fait l'objet de nombreux romans et pièces.
Même si l’œuvre originale a été perdue, de nombreuses copies sous diverses formes ont été réalisées tout au long de l'histoire de la Chine. La copie de l'époque Tang par Feng Chengsu, datée d'environ 627 - 650, est considérée comme la meilleure des copies parvenues jusqu'à nous. Cette copie est actuellement conservée à Pékin.

Copies de la dynastie Tang
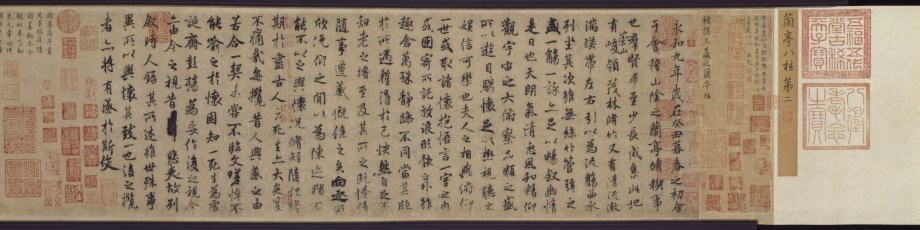
Copie de Chu Suiliang (596-658)

Copie de Feng Shengsu

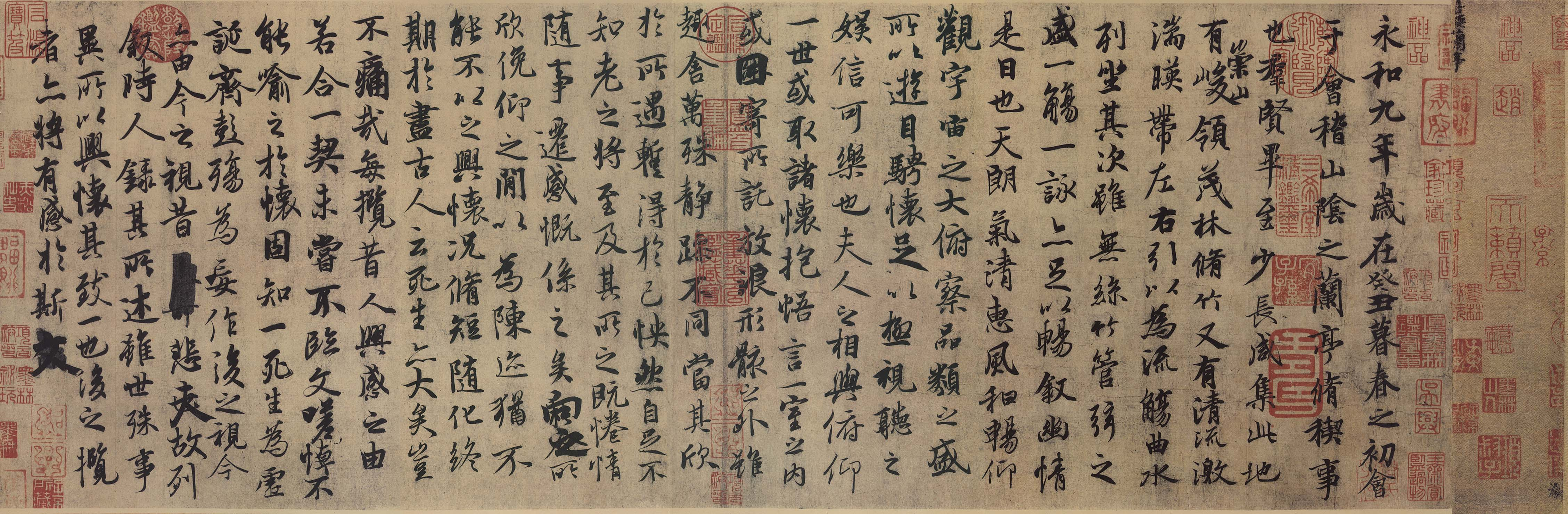
Copie de Feng Shengsu (zh)

### Traduction
- Jacques Pimpaneau, Anthologie de la littérature chinoise classique, Philippe Picquier, 2004  — Préface au recueil du pavillon des Orchidées de Wang Xizhi (309-365 ?), p. 301-303